# Шаркодифтерит
Вижте пояснителната страница за други значения на Шарка.
Шаркодифтерит е остра заразна болест при домашните и дивите птици, причинявано от епителиотропен вирус от род Poxviridae на семейството и рода Avipoxvirus.
Вирусите причиняващи шарка при отделните видове птици се различават един от друг, но са антигенно сходни. Заболяват кокошки, пуйки, пъдпъдъци, канарчетата, гълъби и много други видове птици. Има две форми на заболяването. Първата се разпространява при ухапване от насекоми (особено комари) като възникват поражения върху гребена и клюна. Птиците, засегнати от този вид обикновено се възстановяват в рамките на няколко седмици. Вторият вид се разпространява чрез вдишване на вируса и предизвиква дифтероидна мембрана в устната кухина, фаринкса, ларинкса, трахеята и конюнктивите. Прогнозата за тази форма е лоша. Съществуват ефективни ваксини против заболяването, които се използват масово в интензивното птицевъдство.
При гълъбите заболяването се причинява от гълъбовия вирус „Boreliota columba“.
В България птиците заболяват предимно през пролетта и есента. Боледуват птиците от всички възрасти, но младите са най-чувствителни.

## Етиология
Известни са единадесет вируса причиняващи шарка при различни видове птици
- Avipoxvirus serini – при канарчета
- Avipoxvirus columbae – при гълъби
- Avipoxvirus galli – при кокошеви птици
- Avipoxvirus meleagridis – при пуйки
- Avipoxvirus falconis – при ястреби
- Avipoxvirus fringillae
- Avipoxvirus acridotheridis
- Avipoxvirus coturnicis
- Avipoxvirus passeri
- Avipoxvirus sturni
- Avipoxvirus psittaci

Вирусите са доста резистентни към факторите на околната среда и могат да перзистират няколко месеца.

## Епизоотология
Вирусът се разпространява по механичен път. Той се съдържа в голямо количество в крустите и при отлепянето им се разпространява. Комарите служат като вектор в пренасянето на вируса. Входна врата за вируса са нараняванията на кожата или лигавицата.

### Възприемчивост
Различните типове вируси заразяват и различни видове птици. Младите птици са по-чувствитерни към заразяване

## Патогенеза
Шарковият вирус се размножава в епителните клетки на кожата, като предизвиква вакуолизираща дегенерация. На това място възникват възелчета, които впоследствие се превръщат в струпеи и опадват. При поразяване на лигавицата се наблюдават малки подутини. Същите се примесват с вторични инфекции от бактериален произход. Развиват се гнойно възпалителни процеси, съпроводени с образуване на дифтероидни налепи.
От входната врата вирусът бързо преминава в кръвта, при което възниква виремия. Посредством нея той попада в паренхимните органи като бъбреци, сърце и черен дроб.

## Клинични признаци
Инкубационният период продължава в рамките на 4 до 10 дена.
Клинично заболяването се демонстрира в две форми кожна и дифтеринта. В някои случаи се срещат едновременно и двете форми на проявление.
- Кожна форма – тя е преобладаваща. Развиват се лезии по кожата, които в зависимост от стадия на развитие биват папули, везикули, пустули и крусти. Обикновено те се появяват в областта на главата. При поражения на очите се появява светробоязън и конюнктивит.
- Дифтероидна форма – образуват се белезникави ограничени петна по лигавицата на устната кухина и глътката. По-късно тези петна се превръщат в дифтероидни налепи.

## Лечение
Не е ефективно и икономически изгодно. Прилага се най-вече при екзотични птици и спортни гълъби. Прилага се симптоматично с цел ограничаване на крустите по кожата.

## Профилактика
Използва се ваксина, която се прилага, чрез втриване на фоликулите на перата.